# 多齒歧鬚鮠
多齒歧鬚鮠為輻鰭魚綱鯰形目倒立鯰科歧鬚鮠屬的其中一種，為熱帶淡水魚，分布於非洲加彭奧克維河流域，體長可達31.5公分，棲息在底中層水域，生活習性不明。